# Halateh
Halateh (persiska: هلته, Halāteh) är en ort i Iran.   Den ligger i provinsen Kermanshah, i den västra delen av landet, 500 km väster om huvudstaden Teheran. Halateh ligger 1 584 meter över havet och antalet invånare är 159.
Terrängen runt Halateh är kuperad åt nordost, men åt sydväst är den bergig. Runt Halateh är det ganska tätbefolkat, med 60 invånare per kvadratkilometer. Närmaste större samhälle är Ganjūreh, 14,3 km väster om Halateh. Trakten runt Halateh består till största delen av jordbruksmark.